# Ruth Beeckmans
Ruth Beeckmans (Schoten, 6 mei 1982) is een Belgische actrice.

## Biografie
Ze studeerde aan het Brusselse RITCS.
In het theater stond ze op de planken in meerdere producties van HETPALEIS, MartHa!tentatief, KOPERGIETERY, de Koninklijke Vlaamse Schouwburg, luxemburg en BRONKS. Daarnaast is ze actrice in de producties van het toneelgezelschap Compagnie Barbarie dat ze samen met zes studiegenoten (Sarah Vangeel, Evelien Broekaert, Liesje De Backer, Karolien De Bleser, Amber Goethals en Lotte Vaes) oprichtte.
Beeckmans is zeer goed bevriend met Sarah Vangeel; ze komen dikwijls samen op TV en wonnen in 2014 het vierde seizoen van Beste Vrienden.
Ze was een van de acteurs in het sketchprogramma Wat als?. Beeckmans vertolkte op televisie en in films voornamelijk kleinere rollen, onder meer in Loft van Erik Van Looy uit 2008 en Code 37. In 2013 nam ze deel aan De Slimste Mens ter Wereld waar ze zich plaatste voor de finaleweken door het vijf afleveringen vol te houden. Ze is in 2014, 2015, 2016 en 2018 jurylid in De Slimste Mens ter Wereld. Ze vertolkte in 2013 ook een van de hoofdrollen in Safety First op VTM. In 2014 deed ze mee aan de quiz Scheire en de schepping.
In 2015 en 2016 was ze kapitein in het VTM quiz programma Zijn er nog kroketten?. Ze is vanaf 2018 een vast panellid in het programma Beste Kijkers. In 2019 speelde ze de rol van "Lise" in de film Trio en die van "Sandra Verbeeck" in de televisieserie Studio Tarara.
In 2020 deed ze mee aan The Masked Singer op VTM verkleed als aap. Ze viel af in aflevering 6. Ook was ze te zien in 2020 als presentatrice naast Koen Wauters in het televisieprogramma Snackmasters van VTM en in de serie De Bende van Jan de Lichte op Streamz. Vanaf 2020 presenteert ze het programma Cupido ofzo. Het eerste seizoen was dit samen met Karen Damen. Seizoen 2 in 2021 wordt ze bijgestaan door Frances Lefebure. In 2021 is ze te zien in de televisieserie Albatros op Canvas en Belgium's Got talent als nieuw jurylid. In het programma Belgium’s Got talent geeft ze haar eerste Golden Buzzer aan de Mini Droids (de Mini droids winnen ook Belgium’s Got talent). In 2022 was ze 1 van de panelleden van het 2de seizoen van The Masked Singer.
In de zomer van 2024 maakte Beeckmans haar musicaldebuut; ze was te zien in de Studio 100 musical “Sneeuwwitje”. Hierin vertolkte ze de rol van de Koningin, dit deed ze afwisselend met Karen Damen en Line Ellegiers. Daarna werd ze ook gecast voor de musicals “Tien om te Zien” en de Vlaamse tour van “Grease”.

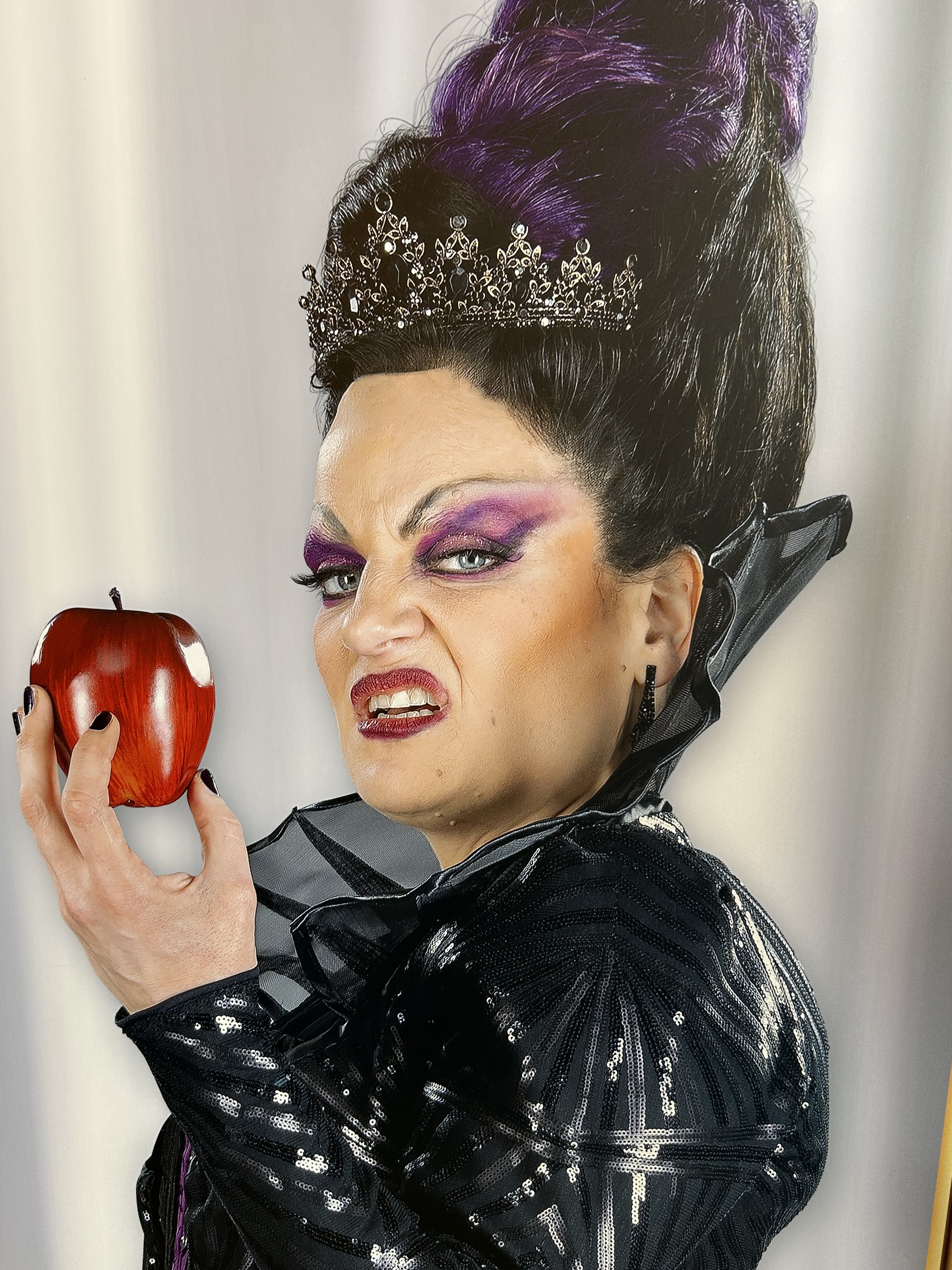
De Boze Konining; Ruth Beeckmans (2024)

## Televisie
- The Big Bang (2023) - als zichzelf samen met Joris Hessels
- The Masked Singer (2020, 2022, 2024) - als aap (2020), als speurder (2022, 2024)
- Code van Coppens (2019-2022, 2024) - als zichzelf samen met Charlotte Timmers (2019), Koen Wauters (2020), Tim Van Aelst (2021), Davy Parmentier (2022) en Ben Segers (2024)
- Kan iedereen nog volgen (2018)
- Zijn er nog kroketten? (2015-2016)
- De allesweter (2015)
- De schuur van Scheire (2015)
- Geubels en de Belgen (2014)
- De Klas van Frieda (2014)
- Scheire en de schepping (2014)
- De Slimste Mens ter Wereld (2013)

### Presentatrice
- Rip 2020 (2020)
- Cupido ofzo (2020-2021), seizoen 1 samen met Karen Damen, seizoen 2 samen met Frances Lefebure
- Snackmasters (2020-2021), samen met Koen Wauters
- Beste Kijkers (2014-2015, 2018-2020)
- 30 jaar VTM (2019)
- Verliefd, verloofd, getrouwd in 24u (2023)
- De Kastaars! (2025-heden)  - samen met Kamal Kharmach en Rik Verheye

### Actrice
- Albatros (2020) - als Evi Schoeters
- Studio Tarara (2019) - als Sandra Verbeeck
- De bende van Jan de Lichte (2018-2020) - als Judoca
- Tabula Rasa (2017) - als Karen
- Ge Hadt Erbij Moeten Zijn (2017-2020) - als verschillende personen
- De Ridder (2014) - als Vicky Van Belle
- Amateurs (2014) - als Patricia
- In Vlaamse Velden (2014) - als huilende vrouw
- Met man en macht (2013)
- Safety First (2013-2014) - als Ingrid Porrez
- Wat Als? (2011-2016, 2020)
- Code 37 (2011) - als Frouke Wijnant
- Het Geslacht De Pauw (2005) - als student

### Jurylid
- Belgium's Got Talent (2021)
- De Slimste Mens ter Wereld (2014-2016, 2018)

### Show
- Sneeuwwitje (2024) - als Boze Koningin
- Samson en Gert (2018) - als Angela (kerstshow)

## Film
- Trio (2019) - als Lise
- Rosie & Moussa (2018) - als mama Rosie
- Safety First: the movie (2015) - als Ingrid Porrez
- Lee & Cindy C. (2015) - als Creatieve 2
- Witse de film (2014) - als Anita
- The Broken Circle Breakdown (2012)
- Loft (2008) - als Anja
- Aller/Retour (2023) - als truckchauffeur Erika

## Trivia
- In maart 2023 liet Beeckmans haar kenmerkende moedervlek op haar voorhoofd verwijderen.[2]

- Bibliothèque nationale de France: cb170874775 (data)
- International Standard Name Identifier: 0000 0004 5978 3572
- MusicBrainz: 2aaba97e-3e8b-422a-89d5-588fd59453c2
- Nederlandse Thesaurus van Auteursnamen: 422735639
- Virtual International Authority File: 15148120868194792944
- WorldCat: E39PBJgMBdXFwDJ6BpXX6d9kXd